# Чотирнадцять мандрівок Вінниччиною
Чотирнадцять мандрівок Вінниччиною – путівник авторства Дмитра Антонюка, присвячений мандрівкам Вінниччиною, який вийшов 2009 року у видавництві «Грані-Т» (м. Київ) в серії «Путівники». Містить велику кількість карт та фотографій.
Путівник зорієнтований на мандрівників і читачів, які цікавляться історією та архітектурною спадщиною Вінниччини.

## Анотація
Палаци серед розбитих негодою доріг і гостинні люди – такими скарбами сповнена Вінницька земля. Край, гідний туриста-першовідкривача, здатен заполонити своєю барвистістю, розмаїтістю, багатством та незліченністю пам’яток. І після його відвідин вам закортить повертатися на Вінниччину знову й знову.
Величезна кількість цікавих місць змусила автора відмовитися від традиційної практики створення маршрутів, тому путівник «14 мандрівок Вінниччиною» побудований за принципом «каталога» різних пам’яток: церков, палаців, монастирів, костелів... Кожен, вибравши місця до душі, сам зможе створити власний маршрут, послуговуючись путівником як книгою рецептів цікавого проведення часу.

## Зміст
- До скарбів по бездоріжжю
- Палаци
- Замки
- Костели
- Церкви
- Монастирі
- Єврейські місця
- Городища
- Пам'ятники
- Музеї
- Млини
- Люди
- Природа
- Події
- Страви